# Expedition 10

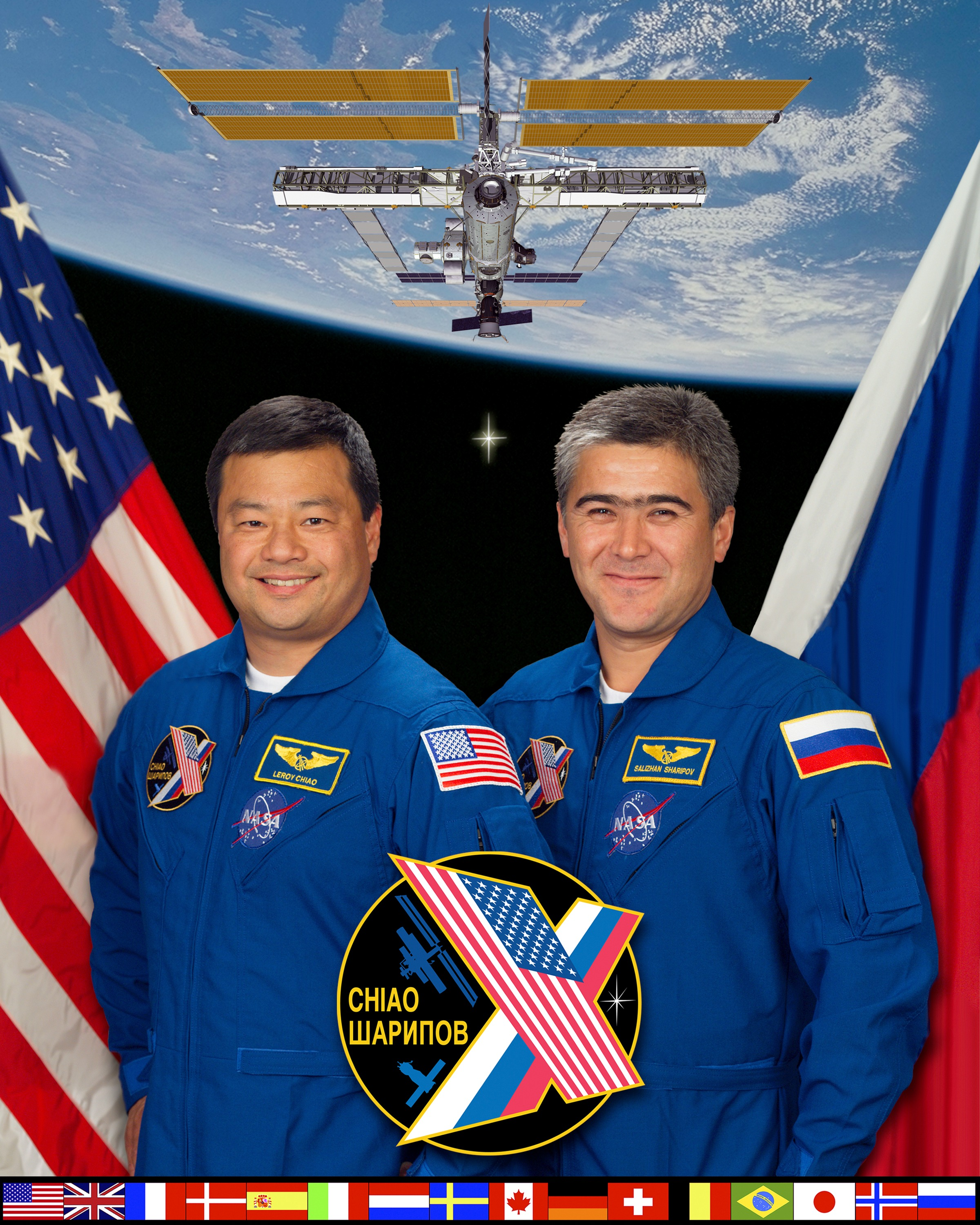
Expedition 10 besättning.

Expedition 10 var den 10:e expeditionen till Internationella rymdstationen (ISS). Expeditionen började den 16 oktober 2004 då Expedition 9s besättning återvände till jorden med Sojuz TMA-4. Expeditionen avslutades den 24 april 2005 då Sojuz TMA-5 återvände till jorden med Expedition 10s besättning.

## Besättning
| Position       | (16 oktober 2004 - 24 april 2005)          |
| -------------- | ------------------------------------------ |
| Befälhavare    | Leroy Chiao, NASA Hans fjärde rymdfärd     |
| Flygingenjör 1 | Salizjan Sjaripov, RSA Hans andra rymdfärd |